# Joseph Avenol
Joseph Louis Anne Avenol (9 de junio de 1879, Melle, Deux-Sèvres, Francia-2 de septiembre de 1952, Duillier, Vaud, Suiza) fue un diplomático francés que actuó como segundo secretario general de la Sociedad de Naciones desde el 3 de julio de 1933 al 31 de agosto de 1940

## Dirigiendo la Sociedad de Naciones
El motivo de su nombramiento fue que Gran Bretaña y Francia, los principales vencedores de la Primera Guerra Mundial, acordaron de modo extraoficial que el primer secretario general de la Sociedad de Naciones sería un británico, y el segundo sería un francés, siendo así primer secretario el diplomático británico Eric Drummond, conde de Perth. 
Antes de ser designado secretario general, Avenol había dirigido el aparato financiero de la Sociedad de Naciones desde 1922, tras haber trabajado largos años para el Tesoro francés y tener amplia experiencia en finanzas y administración pública en su país, aunque sin ser diplomático de profesión.
No obstante, Avenol fue blanco de diversas críticas por utilizar su puesto en la Sociedad de Naciones para auspiciar activamente la política de apaciguamiento seguida por Francia hacia la Alemania Nazi y la Italia fascista, negándose a tomar medidas enérgicas para restaurar el prestigio y eficacia de la Sociedad. Precisamente Avenol subió al cargo de secretario general poco después que Japón había abandonado la Sociedad de Naciones debido a su conquista de Manchuria, mientras que ese mismo año el III Reich siguió tal ejemplo.
Una preocupación de Avenol fue evitar toda acción que molestase a los gobiernos de Alemania y Japón, con la esperanza de atraerlos nuevamente a la Sociedad, aun cuando ello implicase en la práctica tolerar toda clase de actos agresivos así como violaciones de tratados internacionales. El ataque militar japonés contra China, así como la creación de Manchukuo, fueron indirectamente tolerados por Avenol. Inclusive el visible rearme alemán y la militarización germana de Renania en 1936 tampoco fueron censurados por Avenol.
Avenol evitó en 1935 endurecer las sanciones dictadas contra la Italia fascista después que tropas italianas invadieran Etiopía, precupándose ante todo por mantener a Italia dentro de la Sociedad. Esta meta concordaba con la política de apaciguamiento seguida por el gobierno francés para lograr que Italia acepte alinearse con Francia en contra de la rearmada Alemania nazi, e impedir con esas "concesiones" la formación de un eje germano-italiano (como sucedió eventualmente).
Esta inactividad e ineficacia ayudaron a acelerar el declive de la Sociedad de Naciones con la consiguiente pérdida de prestigio internacional; asimismo las gestiones de Avenol fueron vanas porque Mussolini retiró a Italia de la Sociedad en 1937.

## En la Segunda Guerra Mundial
El estallido de la Segunda Guerra Mundial en septiembre de 1939 puso fin a la utilidad práctica de la Sociedad de Naciones debido al estallido de una gran guerra europea (precisamente la clase de evento que se deseaba evitar al crear la SDN). El último acto oficial trascendente de la Sociedad fue expulsar a la Unión Soviética en diciembre de 1939 después que el Ejército Rojo invadió Finlandia, cesando con ello todas las actividades efectivas de dicho organismo.
En junio de 1940, el mismo Avenol expresó a su ayudante griego Thanassis Aghnides su deseo personal de "trabajar en colaboración con Alemania e Italia para eliminar la influencia británica en Europa", después que la Wehrmacht germana venciera en la Batalla de Francia y con ello Avenol se convenciera presuntamente del triunfo final del fascismo en la contienda recién iniciada.

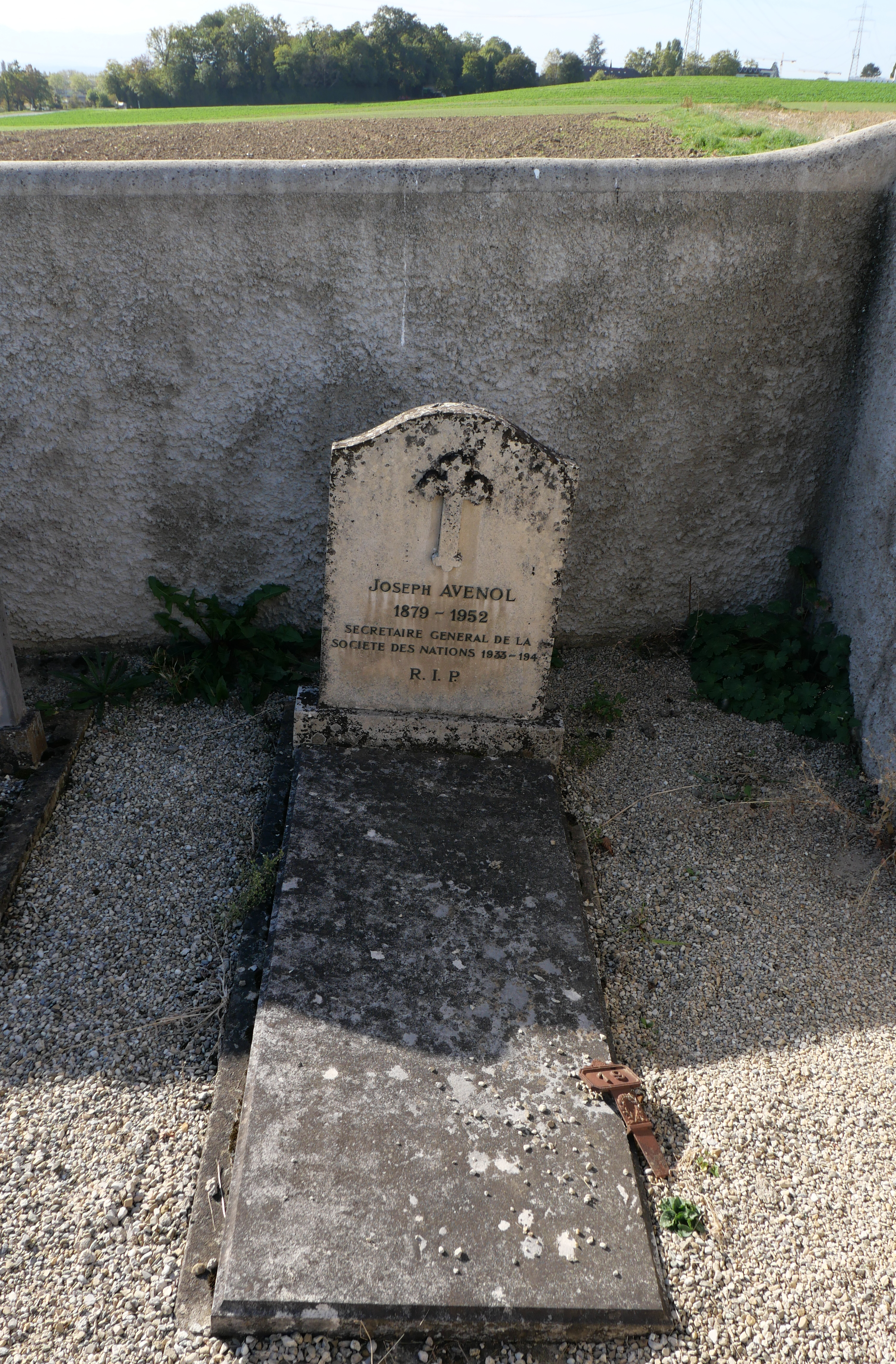
La tumba de Avenol en Duillier.

En la sede central de la SDN en Ginebra, Avenol despidió a la mayor parte de los funcionarios y servidores de la Sociedad, incluyendo a todos los de nacionalidad británica, y el 31 de agosto de 1940 renunció a su cargo en la Sociedad de Naciones sin designar un sucesor y negándose a aprobar un nuevo presupuesto para la entidad. Semanas después de su renuncia, Avenol viajó a Francia y se comunicó con el mariscal Philippe Pétain ofreciendo sus servicios al gobierno de la Francia de Vichy, pero fue rechazada su solicitud.

## Exilio y muerte
Avenol debió exiliarse definitivamente a Suiza el 1 de enero de 1943 para evitar ser arrestado por los nazis que acababan de terminar su ocupación total de Francia. Debido a sus actitudes colaboracionistas no se le permitió a Avenol volver a su país tras la derrota de Alemania en la Segunda Guerra Mundial, y murió de un ataque cardíaco en Suiza el año 1953.